# 新十津川町
新十津川町（しんとつかわちょう）は、北海道の空知地方中部にある町。

## 町名の由来
1889年（明治22年）8月に起きた奈良県吉野郡十津川村での十津川大水害の被災民のうち2489人が離村してトック原野に入植し、新十津川村と称した。その後、1957年に町制を施行して新十津川町となった。この縁で十津川村を「母村」と呼んで同じ町（村）章を用いるなど交流があり、2017年8月には正式に連携協定を結び、連携協定PR事業も行っている。

## 地理
北海道空知総合振興局管内のほぼ中央に位置し、東部は石狩川と空知川の合流部、石狩川右岸、西部は暑寒別岳を中心とした暑寒連峰がある。
- 山 - 奥徳富岳、南暑寒岳、ピンネシリ、待根山、徳富岳、鷲峻岳、留久山、壮志岳、察来山、大滝山、知来岳、総富地岳
- 河川 - 石狩川、徳富川、尾白利加川、ワッカウエンベツ川、ルークシュベツ川、幌加徳富川、樺戸川、樺戸境川
- 湖沼 - 袋地沼、留久貯水池、暑寒湖、和歌貯水池、南幌加貯水池、日進貯水池、福井谷貯水池、トップ湖

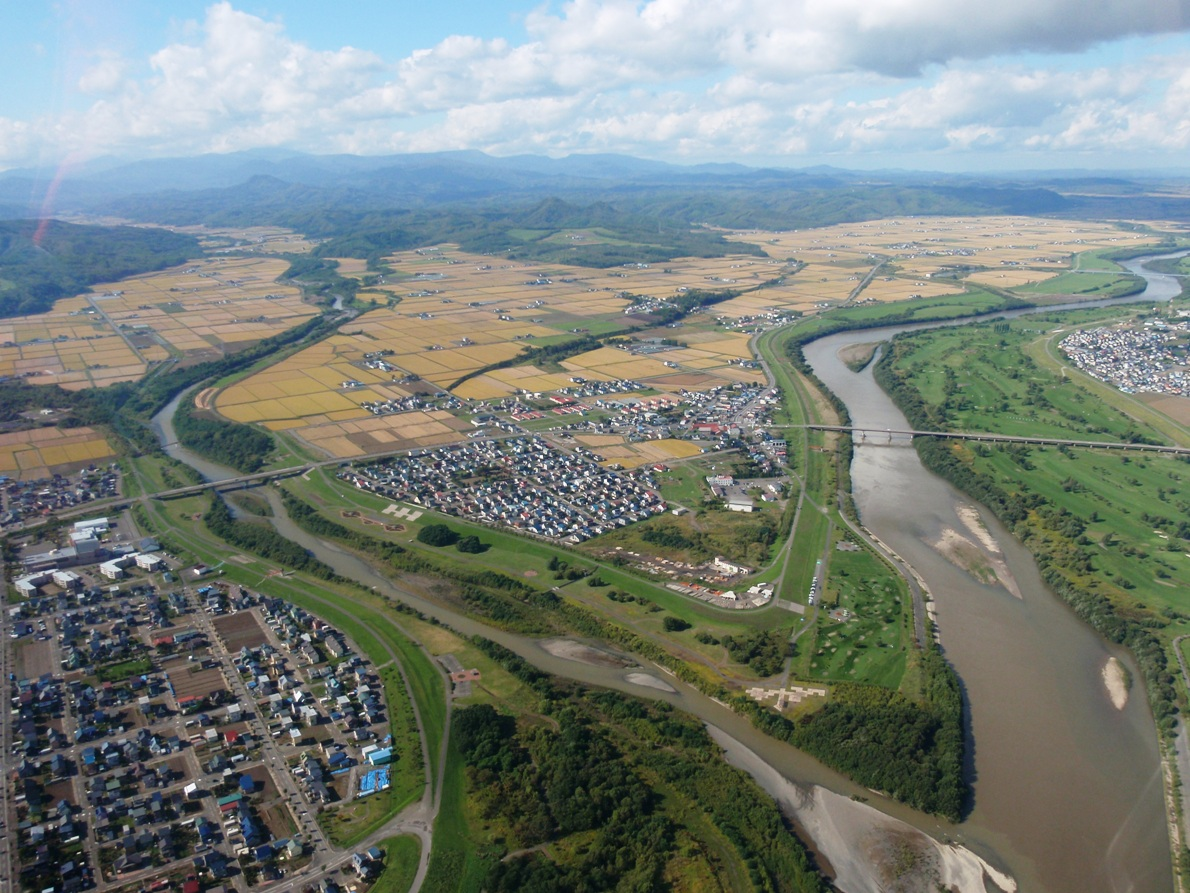
市街地付近の徳富川と石狩川との合流地点

### 隣接自治体
- 空知総合振興局
  - 滝川市
  - 砂川市
  - 樺戸郡浦臼町
  - 雨竜郡雨竜町
  - 空知郡奈井江町
- 留萌振興局
  - 増毛郡増毛町
- 石狩振興局
  - 石狩市
  - 石狩郡当別町

### 気候
| 空知吉野（1991年 - 2020年）の気候  | 空知吉野（1991年 - 2020年）の気候 | 空知吉野（1991年 - 2020年）の気候 | 空知吉野（1991年 - 2020年）の気候 | 空知吉野（1991年 - 2020年）の気候 | 空知吉野（1991年 - 2020年）の気候 | 空知吉野（1991年 - 2020年）の気候 | 空知吉野（1991年 - 2020年）の気候 | 空知吉野（1991年 - 2020年）の気候 | 空知吉野（1991年 - 2020年）の気候 | 空知吉野（1991年 - 2020年）の気候 | 空知吉野（1991年 - 2020年）の気候 | 空知吉野（1991年 - 2020年）の気候 | 空知吉野（1991年 - 2020年）の気候 |
| 月                                 | 1月                               | 2月                               | 3月                               | 4月                               | 5月                               | 6月                               | 7月                               | 8月                               | 9月                               | 10月                              | 11月                              | 12月                              | 年                                |
| ---------------------------------- | --------------------------------- | --------------------------------- | --------------------------------- | --------------------------------- | --------------------------------- | --------------------------------- | --------------------------------- | --------------------------------- | --------------------------------- | --------------------------------- | --------------------------------- | --------------------------------- | --------------------------------- |
| 最高気温記録 °C （°F）             | 8.8 (47.8)                        | 12.8 (55)                         | 14.6 (58.3)                       | 25.3 (77.5)                       | 32.9 (91.2)                       | 34.3 (93.7)                       | 36.3 (97.3)                       | 36.8 (98.2)                       | 32.5 (90.5)                       | 26.7 (80.1)                       | 20.1 (68.2)                       | 13.0 (55.4)                       | 36.8 (98.2)                       |
| 平均最高気温 °C （°F）             | −2.6 (27.3)                       | −1.5 (29.3)                       | 2.8 (37)                          | 9.7 (49.5)                        | 17.6 (63.7)                       | 22.0 (71.6)                       | 25.6 (78.1)                       | 25.9 (78.6)                       | 21.8 (71.2)                       | 14.9 (58.8)                       | 6.5 (43.7)                        | −0.5 (31.1)                       | 11.9 (53.4)                       |
| 日平均気温 °C （°F）               | −7.0 (19.4)                       | −6.3 (20.7)                       | −1.9 (28.6)                       | 4.2 (39.6)                        | 11.1 (52)                         | 15.9 (60.6)                       | 19.9 (67.8)                       | 20.4 (68.7)                       | 15.7 (60.3)                       | 8.9 (48)                          | 2.2 (36)                          | −4.3 (24.3)                       | 6.6 (43.9)                        |
| 平均最低気温 °C （°F）             | −12.6 (9.3)                       | −12.5 (9.5)                       | −7.7 (18.1)                       | −1.5 (29.3)                       | 4.6 (40.3)                        | 10.5 (50.9)                       | 15.3 (59.5)                       | 15.6 (60.1)                       | 10.2 (50.4)                       | 3.4 (38.1)                        | −1.9 (28.6)                       | −8.8 (16.2)                       | 1.2 (34.2)                        |
| 最低気温記録 °C （°F）             | −30.2 (−22.4)                     | −27.2 (−17)                       | −26.9 (−16.4)                     | −12.3 (9.9)                       | −3.5 (25.7)                       | 0.1 (32.2)                        | 5.3 (41.5)                        | 5.5 (41.9)                        | −0.1 (31.8)                       | −4.7 (23.5)                       | −14.8 (5.4)                       | −28.3 (−18.9)                     | −30.2 (−22.4)                     |
| 降水量 mm （inch）                 | 151.7 (5.972)                     | 114.6 (4.512)                     | 101.4 (3.992)                     | 69.6 (2.74)                       | 85.1 (3.35)                       | 67.8 (2.669)                      | 137.6 (5.417)                     | 163.7 (6.445)                     | 176.0 (6.929)                     | 165.0 (6.496)                     | 192.8 (7.591)                     | 186.9 (7.358)                     | 1,608.7 (63.335)                  |
| 平均降水日数 （≥1.0 mm）           | 23.9                              | 19.8                              | 17.7                              | 12.8                              | 11.4                              | 9.3                               | 11.1                              | 11.6                              | 13.7                              | 16.7                              | 20.8                              | 24.0                              | 193.0                             |
| 平均月間日照時間                   | 56.3                              | 66.9                              | 117.8                             | 164.9                             | 197.4                             | 165.6                             | 156.4                             | 153.3                             | 155.1                             | 126.8                             | 61.4                              | 39.5                              | 1,463.3                           |
| 出典1：Japan Meteorological Agency |                                   |                                   |                                   |                                   |                                   |                                   |                                   |                                   |                                   |                                   |                                   |                                   |                                   |
| 出典2：気象庁                      |                                   |                                   |                                   |                                   |                                   |                                   |                                   |                                   |                                   |                                   |                                   |                                   |                                   |

## 歴史

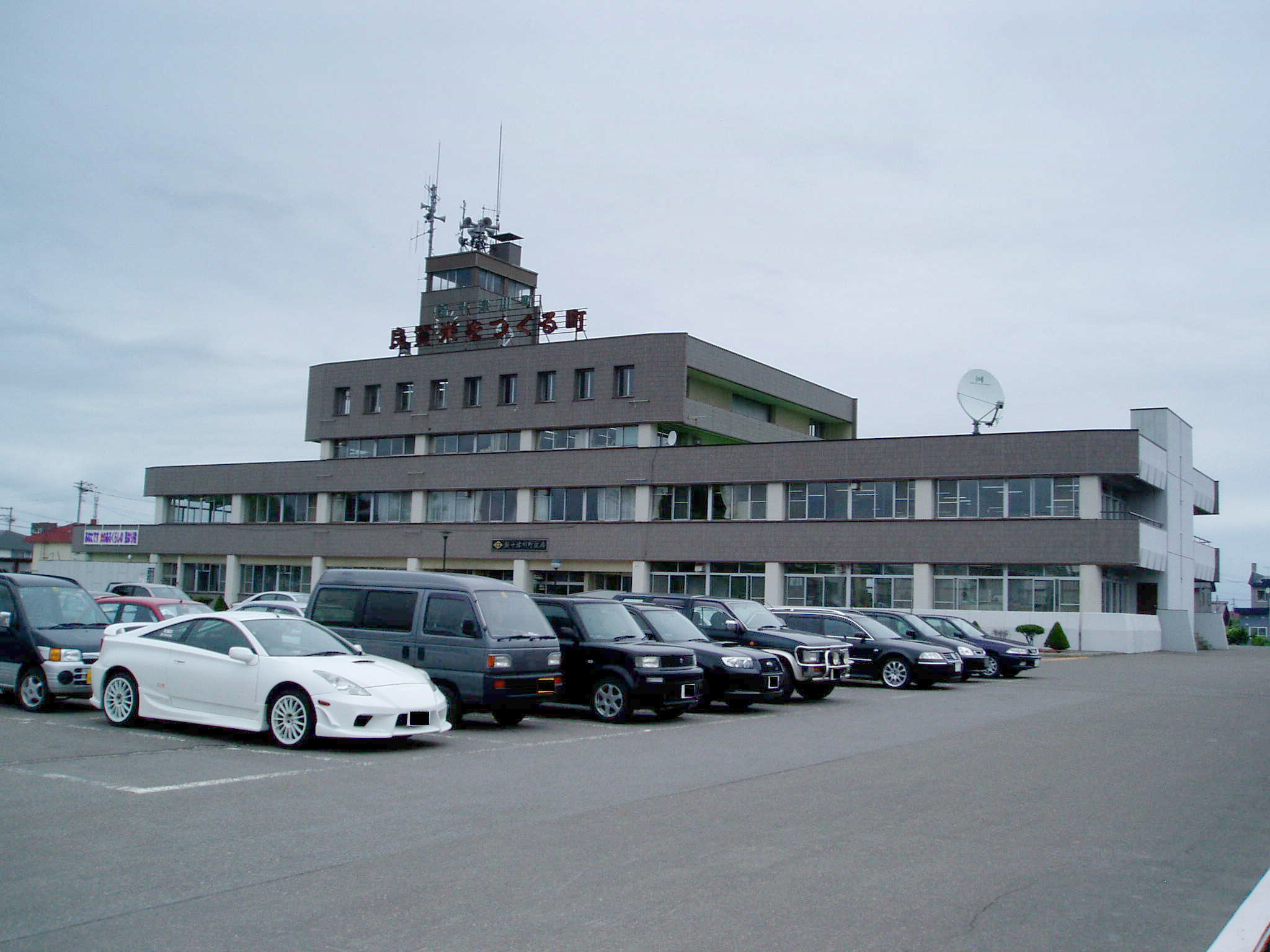
新十津川町役場旧庁舎（2006年）

- 1857年（安政4年） - 松浦武四郎が探索をする。
- 1889年（明治22年） - 奈良県吉野郡十津川郷（現十津川村域）で十津川大水害が発生。北海道長官の永山武四郎が、奈良県知事に移住を勧める書簡を送る[5]。
- 1890年（明治23年） - 十津川大水害の被災者600戸2489人が国と県の手厚い保護の下でトック原野（徳富川流域）に移住[注釈 1]。（国の命令で囚人に徒歩で荷物を運ばせたらしい）村民は古くから尊王の姿勢を貫いていたため（十津川郷士）、移住後も他地域の開拓移住民とは異なる待遇だった[6]。
- 1902年（明治35年）
  - 滝川村（現・滝川市）と結ぶ石狩川橋（初代）、道内初の鋼トラス道路橋として竣工。
  - 4月1日 二級町村制を施行、新十津川村となる。
- 1907年（明治40年）4月1日 - 新十津川村、一級町村制施行。
- 1931年（昭和6年）10月10日 - 札沼北線、石狩沼田駅 – 中徳富駅（のちの新十津川駅）間開通。
- 1933年（昭和8年）2月11日 - 治安維持法違反で逮捕された新十津川村の平和運動家西田信春が十数時間に及ぶ拷問により死亡。実家の西田家に特高警察が敗戦まで巡回監視を実施[6]。
- 1935年（昭和10年）10月3日 - 札沼線全通。
- 1943年（昭和18年）10月1日 - 札沼線部分（新十津川町内も含む）休止。
- 1950年（昭和25年）8月2日 - 集中豪雨により徳富川が氾濫。菊水で家屋14戸が流失、14人が石狩川本流に流されて行方不明[7]。
- 1953年（昭和28年）11月3日 - 札沼線部分（新十津川町内も含む）営業再開、中徳富駅が新十津川駅に改称。
- 1957年（昭和32年）1月1日 - 新十津川村が町制施行、新十津川町となる。
- 1972年（昭和47年）6月19日 - 札沼線、新十津川駅以北廃止。
- 1990年（平成2年）
  - 開基100年。
  - 8月4日 大和の西田公園に西田信春碑を建立[6]。
- 2000年（平成12年） - 総進不動坂遺跡における発掘品捏造事件発覚。
- 2002年（平成14年） - 滝新橋竣工。
- 2020年（令和2年）5月7日 - 札沼線、北海道医療大学駅 - 新十津川駅間廃止。
- 2021年（令和3年）5月6日 - 旧庁舎裏に新築の新町役場庁舎へ移転、業務開始[8]。
- 2022年（令和4年）6月7日 - 町内に初めてヒグマ注意報が発令。同制度は当年度より北海道庁が始めたもので、同年7月6日に解除[9]。

## 経済

### 産業

#### 農業・食産業
北海道では有数の米産地。十津川村からの移民が伝えた、高菜の塩漬け葉でくるんだおにぎり「めはりずし」など奈良県の食文化が伝わっている

### 立地企業
- 金滴酒造株式会社

### 農協
- ピンネ農業協同組合（JAピンネ）
  - 本所、花月支所

### 金融機関
- 北門信用金庫新十津川支店

### 郵便局
- 新十津川郵便局
- 橋本郵便局
- 石狩大和郵便局
- 石狩吉野郵便局
- 花月郵便局

※集配業務は滝川郵便局が担当

### 宅配便
- ヤマト運輸 - 道北主管支店砂川センター（滝川市）
- 佐川急便 - 滝川営業所（滝川市）
- 日本通運 - 滝川支店（滝川市）

## 公共機関

### 警察
- 滝川警察署
  - 新十津川町駐在所、花月駐在所、大和駐在所

### 消防
- 滝川地区広域消防事務組合新十津川支署

## 姉妹都市・提携都市

### 国内
- 奈良県吉野郡十津川村（母村交流）

## 地域

### 人口
| |                                            |  |
| 新十津川町と全国の年齢別人口分布（2005年） | 新十津川町の年齢・男女別人口分布（2005年） |  |
| ■紫色 ― 新十津川町 ■緑色 ― 日本全国 | ■青色 ― 男性 ■赤色 ― 女性                  |  |
| 新十津川町（に相当する地域）の人口の推移 \| 1970年（昭和45年） \| 10,483人 \| \| \| 1975年（昭和50年） \| 9,527人 \| \| \| 1980年（昭和55年） \| 9,429人 \| \| \| 1985年（昭和60年） \| 9,111人 \| \| \| 1990年（平成2年） \| 8,787人 \| \| \| 1995年（平成7年） \| 8,363人 \| \| \| 2000年（平成12年） \| 8,067人 \| \| \| 2005年（平成17年） \| 7,684人 \| \| \| 2010年（平成22年） \| 7,251人 \| \| \| 2015年（平成27年） \| 6,831人 \| \| \| 2020年（令和2年） \| 6,484人 \| \| |                                            |  |
| 総務省統計局 国勢調査より |                                            |  |
| 1970年（昭和45年） | 10,483人                                   |  |
| 1975年（昭和50年） | 9,527人                                    |  |
| 1980年（昭和55年） | 9,429人                                    |  |
| 1985年（昭和60年） | 9,111人                                    |  |
| 1990年（平成2年） | 8,787人                                    |  |
| 1995年（平成7年） | 8,363人                                    |  |
| 2000年（平成12年） | 8,067人                                    |  |
| 2005年（平成17年） | 7,684人                                    |  |
| 2010年（平成22年） | 7,251人                                    |  |
| 2015年（平成27年） | 6,831人                                    |  |
| 2020年（令和2年） | 6,484人                                    |  |

### 教育
- 高等学校
  - 北海道新十津川農業高等学校
- 中学校
  - 新十津川町立新十津川中学校
- 小学校
  - 新十津川町立新十津川小学校

廃校
- 花月小学校（2009年3月31日閉校）
- 大和小学校（2009年3月31日閉校）
- 吉野小学校（2009年3月31日閉校）

## 交通

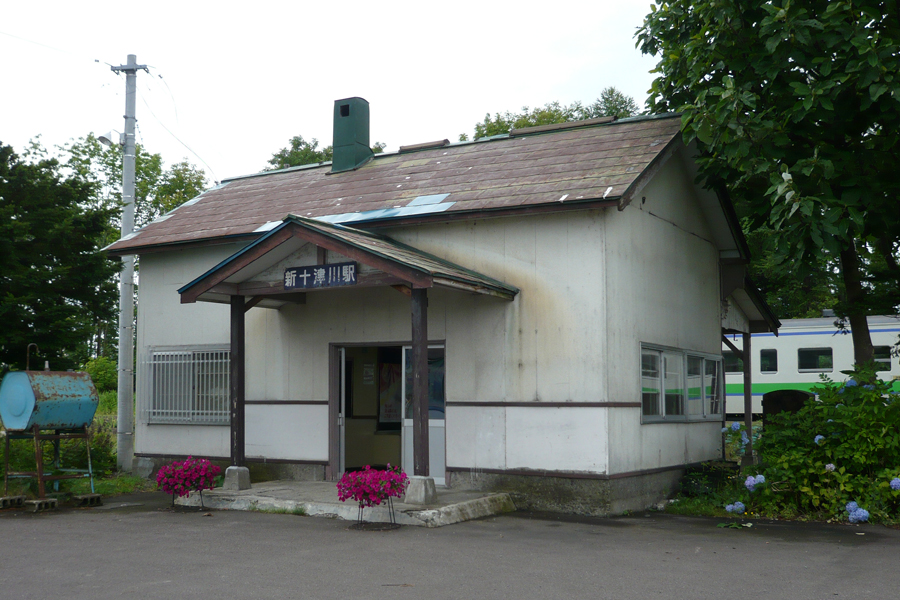
新十津川駅

### 鉄道
札沼線（学園都市線）の町内区間が廃止されたため、現在は当町内を通る鉄道路線はない。
町中心部への最寄り駅は滝川駅。

#### かつて存在した鉄道
かつては札沼線が町内を通過していたが、1972年6月19日に新十津川駅 - 石狩沼田駅間が廃止されて町内の新十津川駅が終点となり、2020年5月7日に北海道医療大学駅 - 新十津川駅間が廃止されたことにより町内の鉄道路線が消滅した。
日本国有鉄道→北海道旅客鉄道（JR北海道）
- 札沼線（学園都市線）
  - 南下徳富駅 - 下徳富駅 - 中徳富駅 - 新十津川駅 - 石狩橋本駅 - 上徳富駅 - 北上徳富駅

### バス
2022年4月1日に町内バス路線の大幅な再編が行われた。
- 北海道中央バス - 滝川営業所管轄。滝川市と新十津川町中心部を結ぶ滝新線を運行する。基本的に滝新橋経由であるが平日朝の滝川行き1本のみ石狩川橋経由で運行する。
  - 滝の川団地 - 滝川市立病院前 - 滝川駅前 - 新十津川役場
  - 新十津川役場 → 西高入口 → 滝川駅前

以下の事業者の路線は誠和運輸の新十津川線を除きいずれも予約制で、同線を含めてすべての路線で現金や全国相互利用ICカードでの利用不可（回数券・定期券のみ利用可）
- 誠和運輸 - 滝川市と新十津川町中心部を石狩川橋経由で結ぶ新十津川線と、町内路線4路線を運行する。
- 新十津川北星ハイヤー - 町内路線1路線と、砂川市と町内を結ぶ1路線を運行する。

- 石狩市 - 浜益滝川間乗合自動車（石狩市浜益区 - 滝川市）が新十津川町内を経由しており、町内では幌加地区に限り利用可能。（予約制）

### タクシー
- 新十津川北星ハイヤー

### 道路
- 国道
  - 国道275号空知国道
  - 国道451号暑寒国道
- 一般道道
  - 北海道道283号砂川新十津川線
  - 北海道道432号暑寒別雨竜停車場線
  - 北海道道625号学園新十津川停車場線
  - 北海道道990号深川砂川自転車道線

## 名所・旧跡・観光スポット・祭事・催事

### 町の指定する文化財
- 絵馬（玉置神社奉祀之景） – 新十津川町開拓記念館
- 新十津川獅子神楽 – 新十津川町獅子神楽保存会[11]

### 神社
- 新十津川神社（玉置神社）[12]
- 下徳富神社
- 出雲大社新十津川分院[13]

### 寺院
- 光台寺
- 弘法寺
- 円満寺
- 安楽寺

### 観光地
- 新十津川物語記念館
- 新十津川物産館
- 新十津川温泉
- ふるさと公園
- 金滴酒造
- そっち岳スキー場
- 徳富川河川敷歩くスキーコース

### スポーツ
- 中華鍋押相撲 – 年一度行われる「新十津川雪まつり」の一環として国際中華鍋押相撲選手権が開かれている。

## 新十津川町を舞台（モデル）とした作品
- 新十津川物語
- 西村京太郎の十津川警部シリーズ　『札沼線の愛と死 新十津川町を行く』(2017年　実業之日本社文庫 ISBN 9784408505565)

## 出身者・ゆかりの人物

### 出身者
- 土岐錬太郎（作家）
- 大谷勝義（作家）
- 朝海さち子（作家）
- 西田信春（大日本帝国時代の平和活動家）
- レオナルド熊（喜劇俳優）
- ジンギスキャン（お笑いコンビ）
- 鉢呂吉雄（政治家・参議院議員、元衆議院議員）
- 佐藤栄見子（フリーアナウンサー、元長野朝日放送アナウンサー）
- 大野かなこ（タレント、モデル）
- くぼたのぞみ（翻訳家・詩人）
- 中川雄貴（サッカー選手）
- 金龍静（僧侶、歴史研究者）
- 西村源二郎（実業家）
- 中西関松（競馬騎手、調教師）
- 今井千尋（競馬騎手）

### ゆかりの人物

#### 新十津川町応援大使
2023年8月現在、以下の3人に「新十津川町応援大使」を委嘱している。3人のうち、西村とさだは「母村」十津川村の観光大使でもある。
- 西村京太郎（2018年委嘱）：作家。十津川警部シリーズには新十津川を舞台にした、『札沼線の愛と死 新十津川町を行く』がある。
- 五十嵐威暢（2019年委嘱）：彫刻家、デザイナー。隣接する滝川市出身。旧吉野小学校の校舎と敷地を、アトリエ兼ギャラリー「かぜのび」として使用している[14][15]。
- さだまさし（2019年委嘱）：シンガーソングライター。2023年7月28日には、この縁でさだが司会を務めるNHKの番組『今夜も生でさだまさし』の生放送が新十津川町役場から放送された[16][17]。